# Пе-8
Пе-8, (известен и като ТБ-7 и АНТ-42) е съветски тежък бомбардировач (по тогавашната терминология: бомбардировач за далечно действие, по съвременната: стратегически бомбардировач), разработен в средата на 1930-те г. и използван през Втората световна война. Това е единственият бомбардировач от подобен тип, с който разполагат съветските ВВС по време на войната.

## Създаване
През 1934 г. в КБ Туполев е сформирана специализирана бригада, на която е поставена задача да разработи тежък височинен бомбардировач. Според изискванията той трябва да е с четири двигателя, таванът на полета му да е около 10 000 m, скоростта — 400 km/h и да достига 4000 km с бомбов товар от 2000 kg, като на къси разстояния този товар трябва да достига до 5 тона. Работното означение на бомбардировача е АНТ-42 (АНТ —- Андрей Николаевич Туполев), а предвиденото от военните при приемането му на въоръжение — ТБ-7. Бригадата е оглавена от Владимир Петляков, а един от конструкторите с най-голям принос в създаването на новата машина е Йосиф Незвал. По идея на Туполев е решено новият бомбардировач да префигурира остарелия ТБ-3, но на практика се получава съвсем нова машина, в която са използвани последните новости от самолетостроенето, както и нови оригинални решения. Едно от тях е централизираната система за свръхналягане (вместо индивидуални компресори на всеки двигател), нужна за постигане на голяма височина на полета и състояща се от пети авиационен двигател с по-малка мощност (в случая М-100), скрит в тялото и задвижващ мощен компресор, осигуряващ необходимия въздух под налягане за четирите двигателя.
Първият прототип на АНТ-42 излита на 27 декември 1936 г., пилотиран от един от най-известните тогава съветски летци Михаил Громов. Машината е с двигатели АМ-34ФЗН (1200 к.с.) и без включването на централния компресор самолетът не показва някакви по-особени данни, но с включването му достига височина над 10 000 m и скорост от 403 km/h, което не е по силите на нито един изтребител по това време. През 1938 г. излита и вторият прототип, т.нар. АНТ-42-дубльор, при който са отстранени забелязаните недостатъци на първия. Той е по-тежък с 635 kg от първия, а количеството на вземаното гориво е увеличено с 500 литра. Този самолет е приет за еталон на серийните машини, като е препоръчано премахването на петия двигател с централния компресор, заради прекомерното усложняване на конструкцията, и поставянето на индивидуални компресори на всеки двигател.
През 1940 г. започва серийното производство на бомбардировача, като двигателите му са сменени с по-новите АМ-35А. Производството е организирано в авиозавод № 124 в Казан, но върви с изключително бавни темпове. Причините са от една страна променените приоритети и виждания на съветското главно командване за въздушната война, а от друга — недостигът на материали (като дуралуминий) и двигатели (двигателите АМ-35 в това време отиват за изтребителите МиГ-3 и щурмовите самолети Ил-2). Липсата на двигатели става причина за многобройни търсения на нов, подходящ двигател за самолета. Произвеждани са малки серии с двигателите М-30, М-40, АЧ-30 и АШ-82ФН, като последният вариант се оказва най-удачен. Един самолет с такива двигатели е доработен по начин, позволяващ увеличаването на бомбовия товар до 7000 kg. Самолетът се произвежда в периода 1940 – 1944 г., като официалното му обозначение до 1942 г. е ТБ-7, а след гибелта на главния му конструктор В. Петляков през същата година на бомбардировача е присвоено обозначението Пе-8. Общо с прототипите са произведени 93 самолета.

## Експлоатация

### През Втората световна война
Самолетите ТБ-7/Пе-8 са използвани основно като стратегически бомбардировачи за бомбардировка на цели в дълбокия тил на противника, като действат изключително нощно време. В началото основната им цел е Берлин, като се разчита повече на психологическото и пропагандното въздействие на тези удари. Първата мисия е през нощта на 10/11 август 1941 г. и в първите полети самолетите носят по 40 100-kg бомби, но по-късно употребяват изключително мощните ФАБ-1000 (маса 1 t) и ФАБ-2000 (маса 2 t), които са в състояние да разрушат цял квартал. На 29 април 1943 г. над Кьонигсберг е хвърлена и авиобомба с маса 5000 kg. Освен Нацистка Германия с Пе-8 е бомбардирана и Финландия с цел принуждаването ѝ да излезе от войната през 1944 г. Има случаи, когато Пе-8 са използвани за бомбардировки на фронтовата линия и близкия тил на противника — самолети от този тип вземат участие в битката при Курската дъга.

### Полетът до Лондон и Вашингтон през 1942 г.
През 1942 г. със самолет Пе-8 с двигатели АШ-82ФН съветска правителствена делегация, водена от външния министър Вячеслав Молотов, прави визити в Англия и САЩ, като прелита над окупирана от немците Европа. Самолетът с бордови номер 42066 е специално дооборудван с още един резервоар за гориво в бомбовата шахта, което позволява увеличаването на далечината на полета му до 8000 km, а в задната му кабина е монтирано кислородно оборудване за шест души. Излитайки от Съветския съюз и прелитайки над контролираната от немците Европа, на 19 май бомбардировачът каца в Северна Шотландия. На 20 май Молотов е в Лондон, а на 29 май, след междинно кацане в Рейкявик, Исландия, делегацията пристига във Вашингтон, където е приета от президента Рузвелт. След приключването на преговорите, делегацията се завръща по същия път. За този полет пилотът, известния полярен летец Ендел Пусеп, и щурманът Шчепенко са удостоени със званието Герой на Съветския съюз.

### Следвоенна употреба
След края на Втората световна война мястото на ТБ-7/Пе-8 като стратегически бомбардировач е заето от Ту-4, а оцелелите Пе-8 са използвани по различно предназначение. Част от тях летят в състава на полярната авиация, някои са преработени в летящи лаборатории, като пет машини за кратко са носители на крилати ракети (една ракета 10Х под фюзелажа).